# Les Pommes sur la table, sur fond vert
Les Pommes sur la table, sur fond vert est un tableau réalisé par le peintre français Henri Matisse en 1916 à Issy-les-Moulineaux, en région parisienne. Cette huile sur toile témoignant de l'influence du cubisme sur l'artiste est une nature morte qui représente un compotier rempli de pommes sur un guéridon devant un fond vert. Donnée en 1971, l'œuvre est conservée au Chrysler Museum of Art, à Norfolk, en Virginie, aux États-Unis. Une peinture similaire intitulée Les Pommes se trouve à l'Art Institute of Chicago, à Chicago, dans l'Illinois.